# Henriksenia hilaris
Henriksenia hilaris là một loài nhện trong họ Thomisidae.
Loài này thuộc chi Henriksenia. Henriksenia hilaris được Tord Tamerlan Teodor Thorell miêu tả năm 1877.